# Luigi De Canio
Luigi "Gigi" De Canio (ur. 26 września 1957 w Materze) – włoski trener piłkarski, piłkarz.

## Pisownia nazwiska
Niektóre media, szczególnie angielskojęzyczne, często błędnie pisały nazwisko piłkarza Di Canio, zamiast prawidłowego De Canio.